# جون كول دالتون
جون كول دالتون (بالإنجليزية: John Call Dalton)‏ هو عالم كيمياء حيوية أمريكي، ولد في 2 فبراير 1825، وتوفي في 12 فبراير 1889.